# Konwój PQ-5
Konwój PQ-5 – szósty konwój arktyczny z okresu II wojny światowej wysłany przez aliantów ze sprzętem wojennym i surowcami do ZSRR, które były niezbędne do prowadzenia dalszej walki przeciwko III Rzeszy. Konwój wypłynął z Hvalfjörður na Islandii 27 listopada 1941 i dotarł do Archangielska 13 grudnia 1941 roku.

## Okręty
Konwój składał się z siedmiu statków transportowych (pięciu brytyjskich i dwóch radzieckich). Wszystkie dotarły do celu bez strat. Bezpośrednia eskorta konwoju składała się z czterech trałowców, a dodatkowa ochrona była zapewniona przez krążownik HMS "Sheffield".